# Bbrother
Bbrother（1982年—），本名張碩尹，是台灣的塗鴉藝術家。Bbrother的號稱，取自歐威爾小說《一九八四》中的「老大哥」（Big Brother）。自2005年開始塗鴉，Bbrother充滿政治意識的模板大量出現在台北街頭，內容從反全球化、反威權、反戰到聲援楊儒門、挺樂生等。並數度為媒體焦點與話題人物。其早期以模板為主，黑白的創作方式，08之後Bbrother轉為以結合傳統藝術手法的多彩水墨塗鴉，並建立個人風格。
2008年Bbrother受邀參與台北雙年展，進入主流藝術圈。2009年，Bbrother前往倫敦大學金匠學院進修學院，同時改名Ting Tong Chang為創作名號，之後以機械裝置為主要創作手法

## 上山打游擊
2005年，於國立政治大學就讀時期，他與四名廣告系同伴成立「上山打游擊組織」，在校園及周遭從事不同形式塗鴉的實驗，奠立他主要以模板創作的表現手法。上山打游擊的塗鴉行動在政大的貓空版引起廣大爭議，政大傳播學院因塗鴉行動，而開了四場「游擊打到了誰？」公開講座。
他的塗鴉不強調表現性，而注重影像與地緣的關係，使影像入侵城市環境變成一種「事件」，一種對空間權力關係的錯置與干擾。他通常把照片或圖片轉成數位檔案，在電腦中修改後轉換為模板，再拿到街頭進行塗鴉。例如「親朋好友系列」(2006)將身邊親友的影像，塗鴉在日常出沒場景的牆面或水泥支柱上，讓極為私密的個人形象和公共場域互相對話。其他如「老照片系列」(2006)，就取材台灣名攝影家張照堂、謝春德、劉振祥等人拍攝的老照片，改造為模板後，呈現在社區、廢墟、都會邊緣等場所，探討歷史影像與地方性的問題。
Bbrother也是社會運動的活躍份子，曾參與樂生療養院抗爭事件、反全球化、反戰、聲援「白米炸彈客」楊儒門等。他將這些反抗活動的影像，展現在「鬥爭系列」（2006）等創作中，使塗鴉成為「能見度政治」的都會策略媒體。他也使用文化反堵（culture jamming）的手法，將主流媒體與大眾文化的影像，挪用、拼貼、擬諷後，重新呈現在日常空間中，這出現在他的「游擊組織」時期，最近的「奇觀系列」(2008)，更將報章雜誌中凶殺案件現場模擬的影像，轉移到都會空間成為社會奇觀的極度外在化。

## 華山事件
於2006年，文建會控告Bbrother與八名人士進入華山文化園區塗鴉並損毀烏梅酒廠建築，因此與官方發生衝撞，此為「華山塗鴉事件」（2006）。面對三年至五年有期徒刑，Bbrother發表聲明並發起網路聯署，批評文建會具有兩套標準。包括文化界與藝術界有三百多名學者與藝術家表達聲援。文建會主委邱坤良與Bbrother會見並表達善意，並撤銷告訴。同年，他受邀參加了國立台灣美術館舉辦的「CO6台灣前衛文件展」，在路邊放置十個假電箱，讓人塗鴉，再將這些電箱搬入美術館展出。他的作品成為測試無政府式的街頭政治與藝術介入，如何與官方機制互動的實驗。事件之後，Bbrother也遭受批評其與體制的妥協。

## 台北雙年展
2008年台北雙年展（页面存档备份，存于），Bbrother為參展藝術家之一，以作品「牆之外」參展，用噴漆、炭筆、模板，在臺北市立美術館展廳繪製一幅長18公尺、高4公尺的大型迷彩壁畫，偽裝創作出類似軍事防禦的牆。在這片類似軍事防禦的牆上，Bbrother將自己過去街頭作品的元素一舉呈現，卻又顯得無法辨識。而原本習慣在街頭與塗鴉不期而遇的觀眾，在美術殿堂裡乍見塗鴉，也有著不知置身何地的恍惚感，透露出作品與場所、觀眾之間的張力。為台灣首名進入美術館的塗鴉客。

## 街頭行動
- 廢墟行動：繼政大上山打游擊之後，上山打游擊成員佔領位於台北市愛國西路上的廢棄台銀宿舍（2006-2007）。以類似佔屋的方式搞「廢墟佔領」，除了嘗試群體生活與創作外，花更多時間的是克服現實環境的問題，整理環境、弄發電機、跟管區斡旋、與遊民建立關係，出入口被封死，再找其它地方鑽進去。「廢墟」曾集結了40幾位不同領域的年輕創作者出沒。在數次被警方與官方驅逐之下，廢墟行動逐漸終結，現台銀宿舍為停車場。[1]
- 以物易物市集：於廢墟行動解散之後，Bbrother與朋友們在汀州路台鐵舊宿舍辦了第一次「以物易物市集」，但被台鐵員工及警察以「侵佔國家財產」為由被迫中止；之後，他們又在公館行人天橋、師大路小公園等地辦了幾次，以非正式經濟活動的方式试图將佔領行動延伸到城市各角落。[8]

## 資料來源
1. 1 2  游威. 塗改過的耐吉T恤，比正版賣得更好：Bbrother與塗鴉二三事. 典藏‧今藝術. 2007: 73
2. ↑  黃莉莉. 從塗鴉客變成藝術家. Vice China. http://www.vice.cn/index.php/Read/taiwanese-graffiti-artist-bbrothers-transformation，網站2013年12月18日更新 Archive.today的存檔，存档日期2015年6月4日，
3. ↑  張世倫 塗鴉人Bbrother的空間佔領行動 2006年 台灣光華雜誌 十月:72
4. 1 2  08台北雙年展網站 （页面存档备份，存于），2008/09/13更新
5. ↑  聯合晚報社論. http://doveman.pixnet.net/blog/post/2748693-%E9%97%9C%E9%8D%B5%E4%B8%8D%E5%9C%A8%E8%A9%B2%E4%B8%8D%E8%A9%B2%E5%A1%97%E9%B4%89 （页面存档备份，存于）, 2006/10/16更新
6. ↑  苦勞網評論[永久], 2006年10月19日更新
7. ↑  陳歆怡. 台北雙年展，用藝術包圍城市. 台灣光華雜誌. 2008年. 十月：54
8. ↑  Bbrother.  一起活在牆上. 台灣. 原點出版. 2008: 124

## 著作
Bbrother. 一起活在牆上. 台灣. 原點出版. 2008年. ISBN 9868418461

## 外部連結
- Bbrother部落格（页面存档备份，存于）
- Bbrother網站（页面存档备份，存于）